# Żarnowiec (Powiat Zawierciański)
Żarnowiec ist eine ehemalige Stadt, jetzt ein Dorf und Sitz der gleichnamigen Gemeinde im Powiat Zawierciański der Woiwodschaft Schlesien in Polen.

## Geografie
Żarnowiec liegt im Krakau-Tschenstochauer Jura am Fluss Pilica am östlichsten Rand der Woiwodschaft Schlesien (traditionell gehörte der Ort immer zu Kleinpolen).

## Geschichte

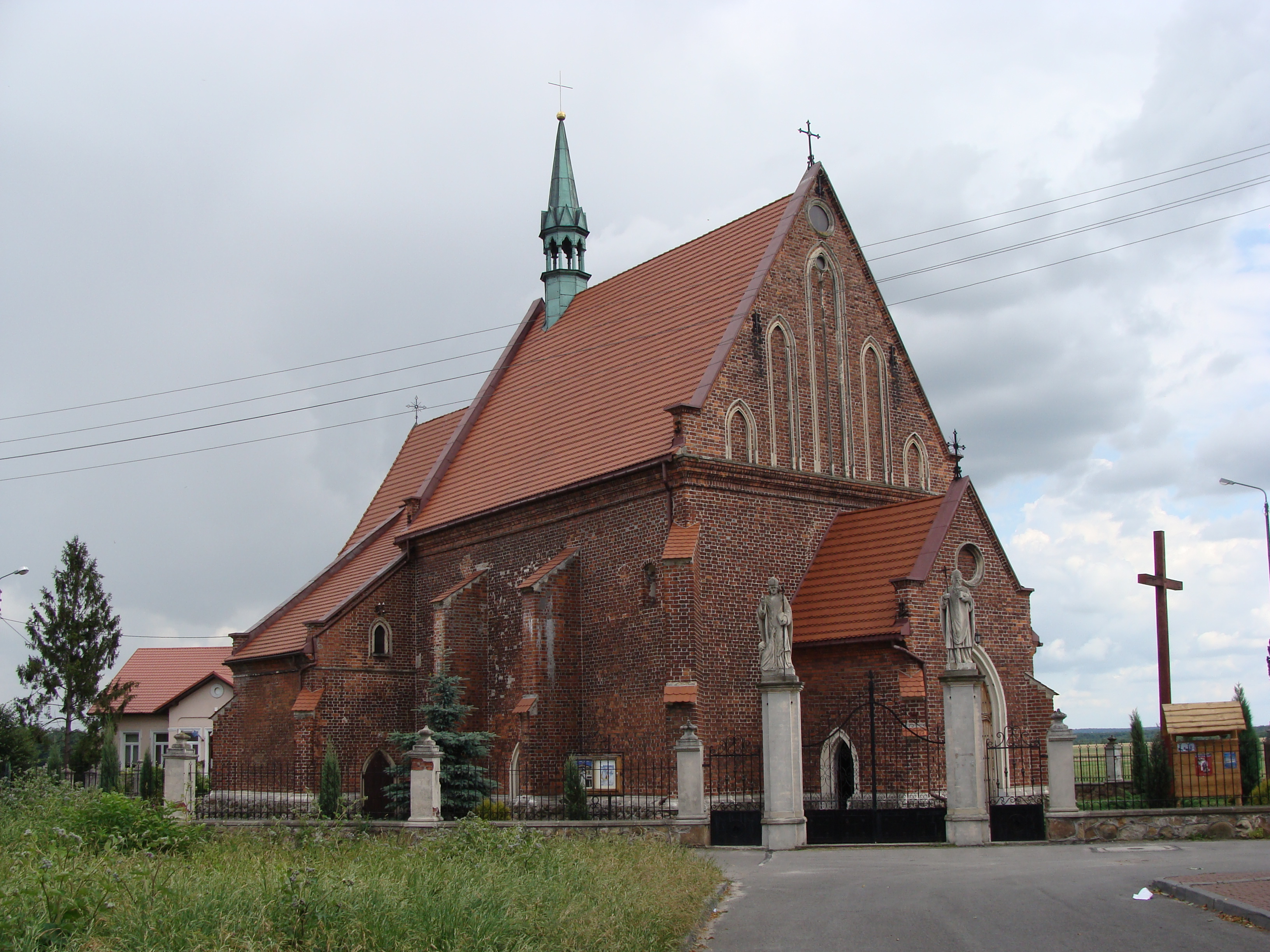
Ortskirche

Der in der Stammeszeit bestehende Ort auf dem Weg zwischen Krakau und Gniezno wurde zunächst in der Chronik und Taten der Herzöge und Fürsten von Polen von Gallus Anonymus aus den Jahren 1113 bis 1116 als Sarnouecz (żarnów – Mühlstein) erwähnt, als die Stelle des Treffens des Herzogs Władysław I. Herman mit seinen Söhnen Zbigniew und Bolesław (III. Schiefmund) um das Jahr 1098. Zu dieser Zeit befand sich Żarnowiec an der Stelle des heutigen Dorfs Łany Wielkie (ursprünglich Stary [Alt] Żarnowiec), wo Sarnouec (1259) möglicherweise polnisches Stadtrecht vom Krakauer Herzog Bolesław V. erhielt. Er wurde danach 3 km flussaufwärts verlagert – entweder noch in der zweiten Hälfte des 13. Jahrhunderts oder wahrscheinlicher im Zusammenhang mit der (Neu-)Gründung nach Magdeburger Recht unter dem König Władysław I. Ellenlang oder dessen Sohn Kasimir dem Großen vor 1340. Kasimir der Große erbaute dort eine Burg, wo 1355 bis 1356 Adelheid von Hessen gefangen gehalten wurde. Die Bedeutung der Stadt stieg weiter im 15. und 16. Jahrhundert. Um das Jahr 1600 gehörte sie mit über 2000 Einwohnern zu den sechs größten Städten der Woiwodschaft Krakau.
In der Zeit der Reformation war Grzegorz aus Żarnowiec einer der wichtigsten Theologen des Kalvinismus Polens, weniger bekannt waren seine Verwandten: Mateusz, Daniel und Paweł.
Das Ende der Bedeutung der Stadt kam nach der Schwedischen Sintflut, deren Verwüstung vergleichbar mit dem Dreißigjährigen Krieg im Westen ist. Der Rest der Stadt verbrannte im Jahr 1697. 1756 standen von den 129 Häusern 78 leer. Die Stadt wurde wiederaufgebaut, zum größten Teil von Juden.
1794 stationierte sich am Rande des Orts Friedrich Wilhelm II. vor der Schlacht bei Szczekociny. 1795 kam Żarnowiec nach der dritten Teilung Polens unter österreichische Herrschaft und lag an der Grenze zum preußischen Neuschlesien. 1809 wurde sie Teil des Herzogtums Warschau und 1815 dann von Kongresspolen. 1812 starb am Ort Joel Barlow und wurde dort begraben. 1869, gültig ab 13. Januar 1870, verlor der Ort definitiv das Stadtrecht, aber behielt den Charakter eines Schtetls: die Juden machten die Mehrheit der Stadtbewohner aus, es gab eine Synagoge und drei Chadarim (traditionell-orthodoxe jüdische Grundschulen), bis 1906 stieg diese Zahl auf sechs. 1918 wurde der Ort Teil der Woiwodschaft Kielce.
Im September 1939 wurde der Ort von der Wehrmacht besetzt. Im weiteren Verlauf des Zweiten Weltkrieges wurden vor allem jüdische (vor dem Krieg über um 500), aber auch andere Einwohner des Ortes getötet.
1975 wurde Żarnowiec Teil der Woiwodschaft Katowice, ab 1999 in der Woiwodschaft Schlesien.

## Gemeinde
Zur Landgemeinde Żarnowiec gehören 14 Ortschaften mit einem Schulzenamt:
Brzeziny
Chlina
Jeziorowice
Koryczany
Łany Małe
Łany Średnie
Łany Wielkie
Małoszyce
Otola
Otola Mała
Udórz
Wola Libertowska
Zabrodzie
Żarnowiec
Weitere Orte der Gemeinde sind Chlina Dolna, Ostra Górka und Zamiechówka.